# 萧佛成

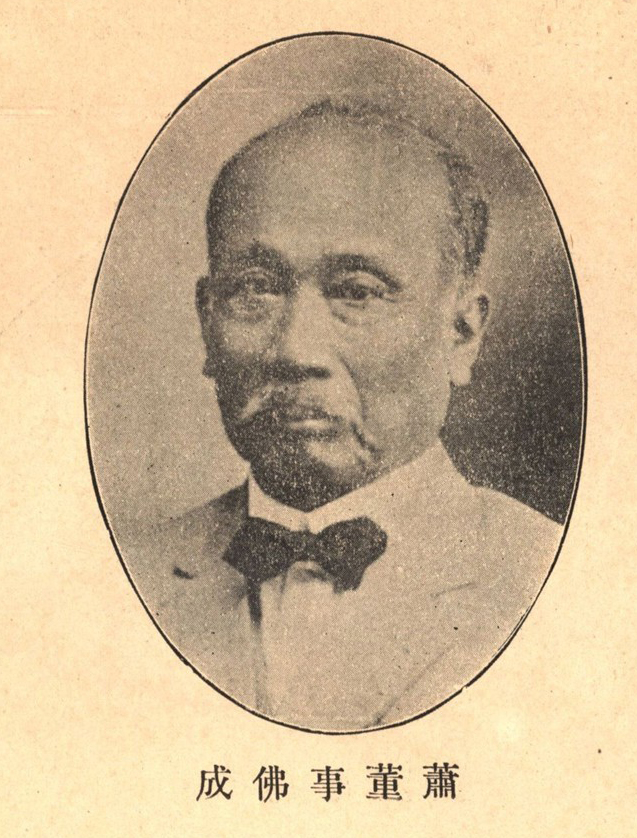
蕭佛成

萧佛成（1862年—1939年），字铁桥，男，祖籍福建南靖，生于暹罗曼谷，中国政治人物，曾任中国国民党第二届中央执行委员会执行委员。